# Замок президента Польши
Замок президента Польши (пол. Zamek Prezydenta Rzeczypospolitej Polskiej w Wiśle) — замок в городе Висла. Построен в модернистском стиле по проекту архитектора Адольфа Шишко-Богуша в 1929—1930 годах для президента Польши Игнация Мосцицкого.
В 1906 году по приказу эрцгерцога Фридриха, поражённого красотами бескидского леса, был построен деревянный охотничий домик в тирольском стиле. Домик использовался самим герцогом и его женой; как правило, сюда приезжали два раза в год, весной для охоты на рябчиков и осенью для охоты на оленей. В 1915 году в доме поселились германский император Вильгельм II, генерал Гинденбург, австрийский император Карл I и австрийский генерал Хётцендорф. После окончания Первой мировой войны и падения Габсбургов около 200 недовольных политикой австрийцев в регионе разрушили охотничий дом.
После восстановления польской государственности дом перешёл в собственность министерства сельского хозяйства, в 1927 году правительство Силезии предложило построить в данном месте резиденцию для польского президента.
Для строительство резиденции польского президента был приглашён Адольф Шишко-Богуш. Новый замок был построен в модернистском стиле, изначально имел плоские крыши, в 1938 году были добавлены медные покатые крыши.
Во время немецкой оккупации 1939—1945 замок был в распоряжении войск СС. После окончания войны замок был отремонтирован и передан в распоряжения польского президента, в 1948 году в замке останавливался Болеслав Берут. После ликвидации института президентства в Польше замок служил домом отдыха для кабинета министров ПНР. В замке несколько раз останавливались Владислав Гомулка и Константин Рокоссовский. Дважды в год на Пасху и Рождество в замок посещал Юзеф Циранкевич. В разные годы его посещали такие польские политики как Пётр Ярошевич, Эдвард Охаб, Эдвард Герек, а также другие известные поляки.
С 1981 года здание стало домом отдыха для сотрудников угольной шахты «Pniówek», но всё ещё оставалось в государственной собственности. В 1990-х находилось в аренде у туристической фирмы.
В 2002 году выкуплено аппаратом президента, после капитального ремонта замок вновь стал резиденцией польского президента. Вне посещений президентом замок используется как отель и доступен любому желающему.